# Schloss Weilheim an der Teck

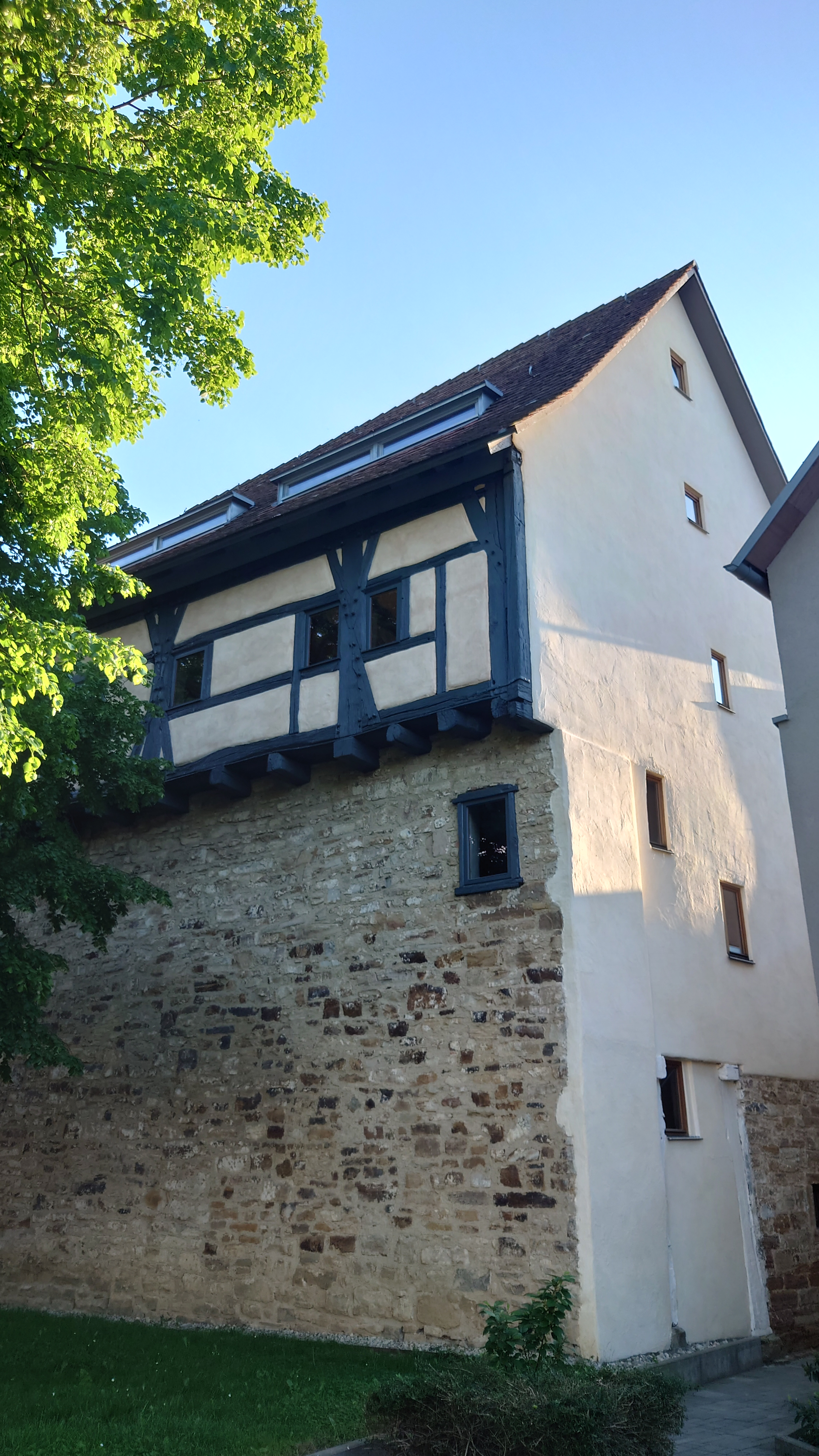
Erhaltener Südflügel des Schlosses Weilheim

Das Schloss Weilheim ist ein ehemaliges Fachwerk-Schlösschen in der Stadt Weilheim an der Teck im baden-württembergischen Landkreis Esslingen. Von dem ehemals zweiflügeligen Gebäude an der Ecke Amtgasse/Schulstraße ist nur noch der südliche Gebäudeflügel (genannt Löwenscheuer) erhalten. Das Gebäude diente im 16. Jahrhundert auch als Amtshaus.

## Geschichte
Das Schlösschen dürfte ursprünglich von den Grafen von Aichelberg erbaut worden sein. 1334 verkauften die Grafen die Herrschaft über Weilheim an das Haus Württemberg. Bei der Landesteilung von 1440 wurde das Schloss Weilheim ausdrücklich neben der Burg Teck und Burg Aichelberg erwähnt. Daraus kann geschlossen werden, dass Schloss Weilheim nicht gänzlich unbedeutend war. Allerdings verlor die Anlage in der Folgezeit ihre Bedeutung: 1554 diente es nur noch als Wohnung eines Amtmanns und als Cornkast (Getreidespeicher). 1604 gehörten zu dem Schlösschen noch 26 Tagewerk Wiesen und auch einige Ackerflächen. Es wird auch vermutet, dass einst ein herrschaftlicher Tiergarten zu dem Anwesen gehörte. Während des Dreißigjährigen Kriegs (1618 bis 1648) wurde das Gebäude als Scheune genutzt. Es überstand den Krieg trotz der Plünderung Weilheims durch die Schweden. 1709 veräußerte der Staat das Gebäude an Privatleute, die es später in eine Gaststätte (Zum Löwen) umbauten. Nach dem Zweiten Weltkrieg wurde das ehemalige Schloss bis auf den Südflügel abgebrochen. An der Stelle des Nordflügels steht heute der Neue Löwensaal des württembergischen Christusbundes.

Bilder
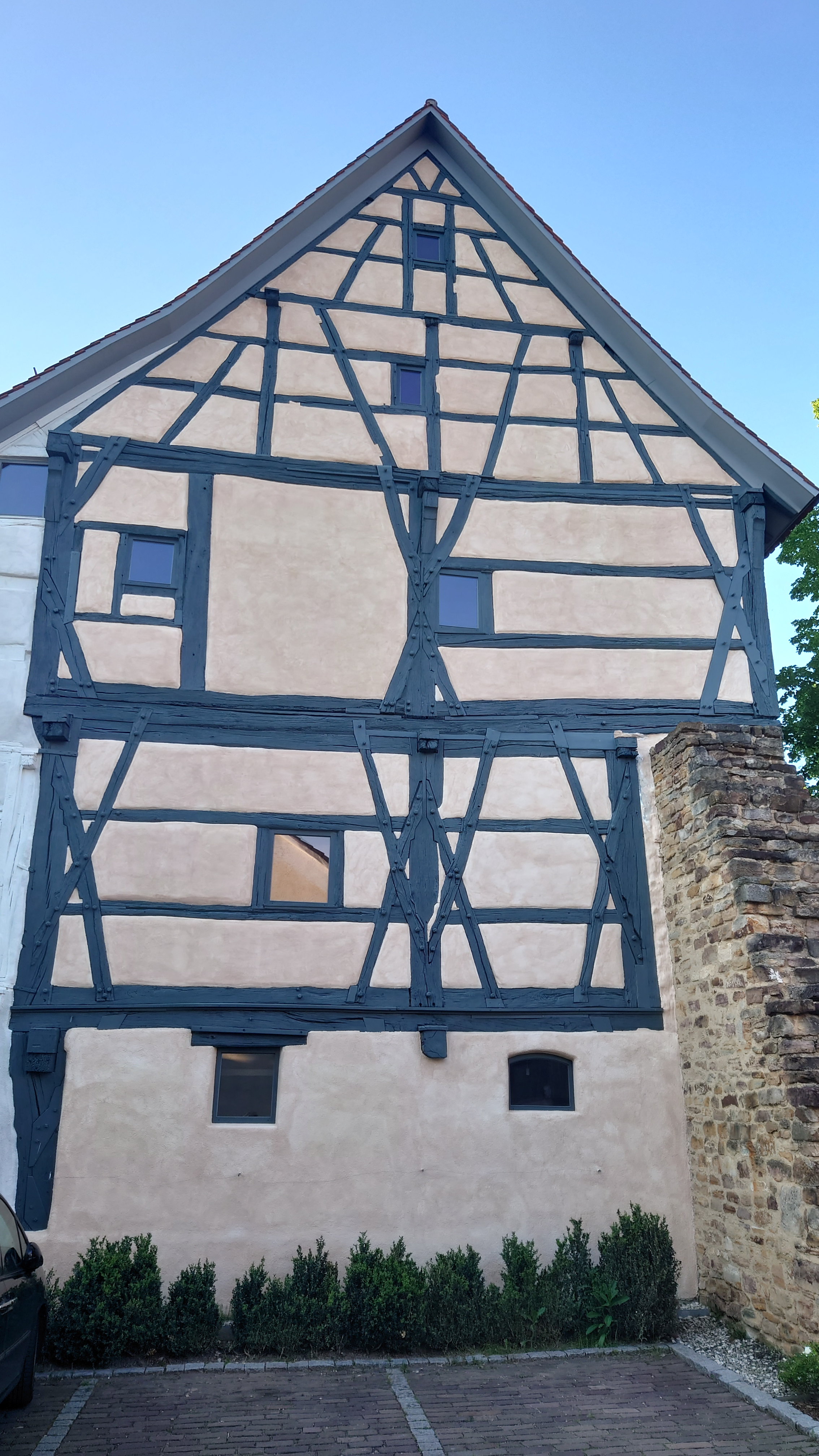
Ansicht von Süden
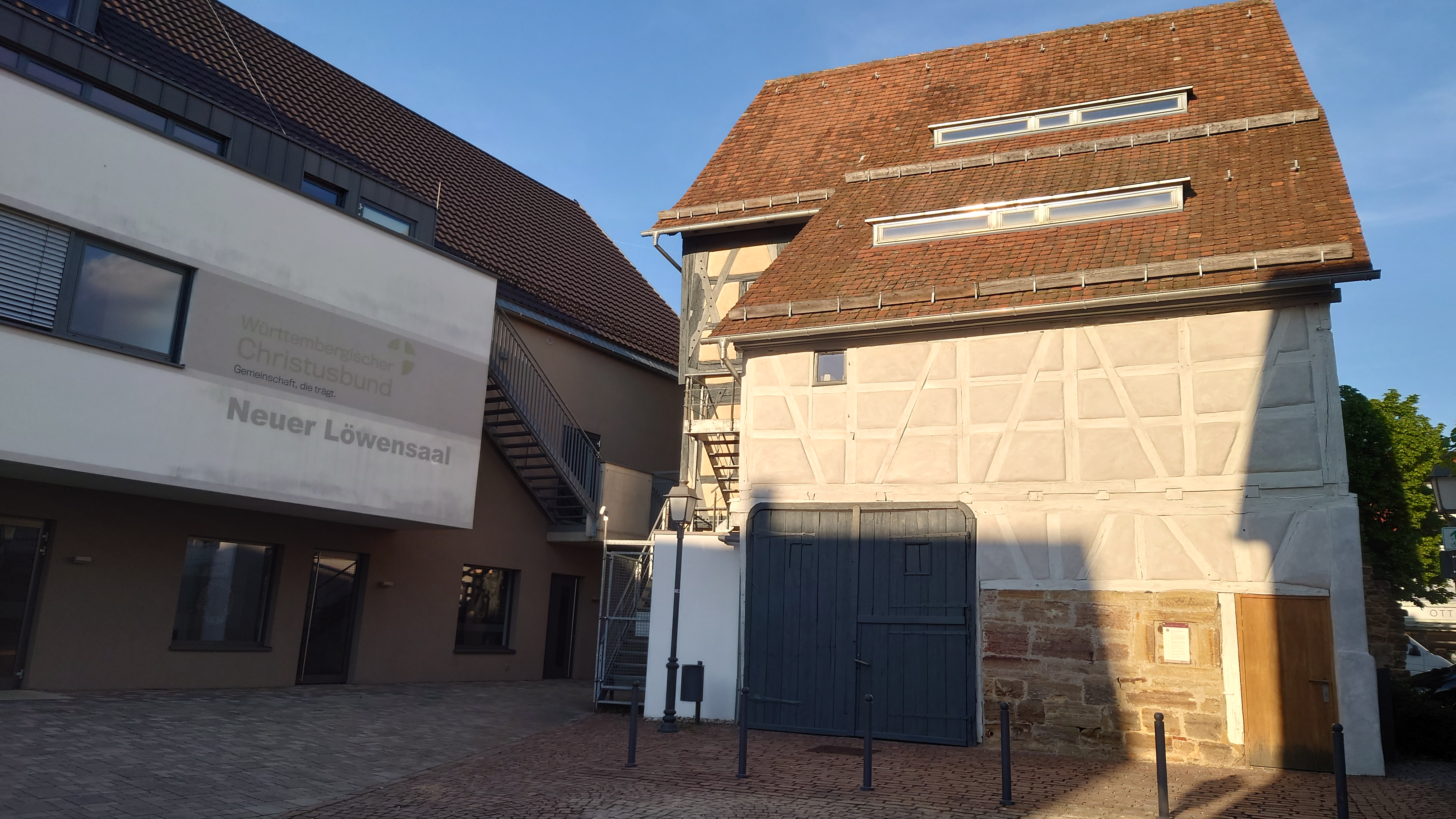
Ansicht von Westen
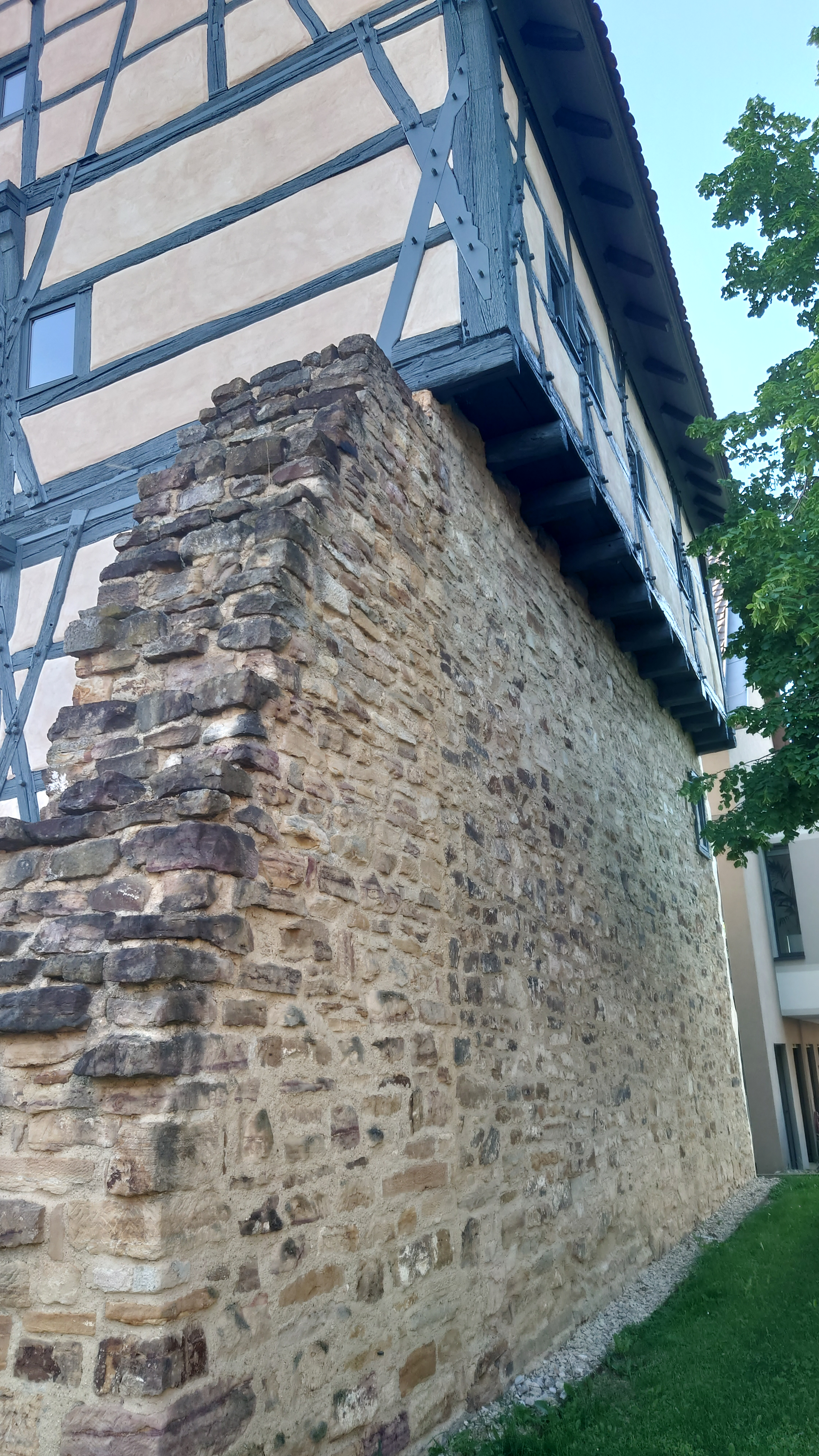
Teil der Stadtmauer
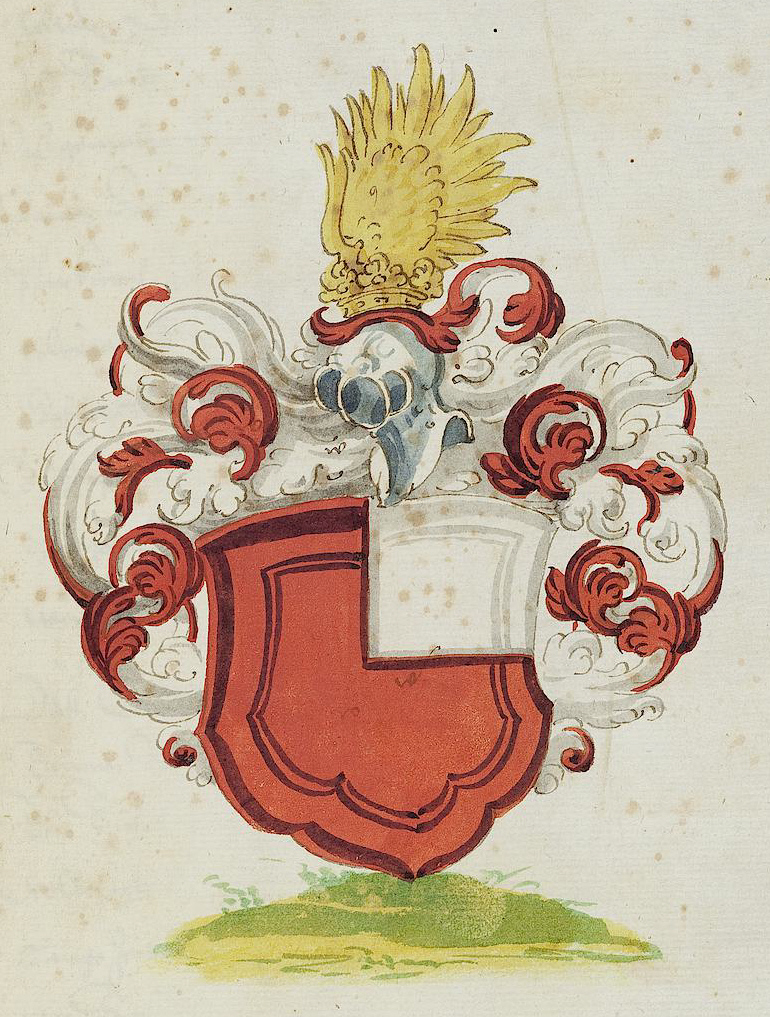
Wappen der Grafen von Aichelberg (von David Wolleber)